# گلدفرپ
گُلدفرَپ (انگلیسی: Goldfrapp) گروه موسیقی الکترونیک دونفره متشکل از الیسون گلدفرپ (خواننده، سینتی‌سایزر) و ویل گرگوری (سینتی‌سایزر) است که سال ۱۹۹۹ در لندن شکل گرفت.
گروه در طول فعالیت خود سبک‌های مختلفی از تریپ هاپ، فولکترونیکا و داون‌تمپو تا سینث‌پاپ، نیو ویو و گلم راک را تجربه کرده و یک بار (برای آلبوم Felt Mountain) نامزد جایزه مرکوری و دو بار (برای آلبوم‌های Supernature و Head First) نامزد جایزه گرمی شده است.